# カムテール
カムテール（英語: Kamm tail）は、自動車の外観デザイン要素の1つである。カムバック（Kammback）、K-テール（K-tail）、コーダトロンカ（イタリア語: coda tronca）とも呼ばれる。
車の屋根から後部へと続く面が下向きに傾斜し、下端まで下がりきる前に、垂直、またはほぼ垂直の面によって切り落とされる造形である。

## 概要
カムテールは、車両の実用的形状を保ちながら、空気力学的抗力を最小化し、性能と燃費を向上させることを目的としている。名称は、1930年代にカムテールデザインを開発したドイツの空気力学研究者、ヴニバルト・カムに由来する。
レーシングカーのように空気力学的原理に基づいてカムテールデザインを取り入れている場合もあれば、単に流行のデザイン、またはマーケティング要素として切り落とし（カットオフ）テールを採用する事もある。

## 起源

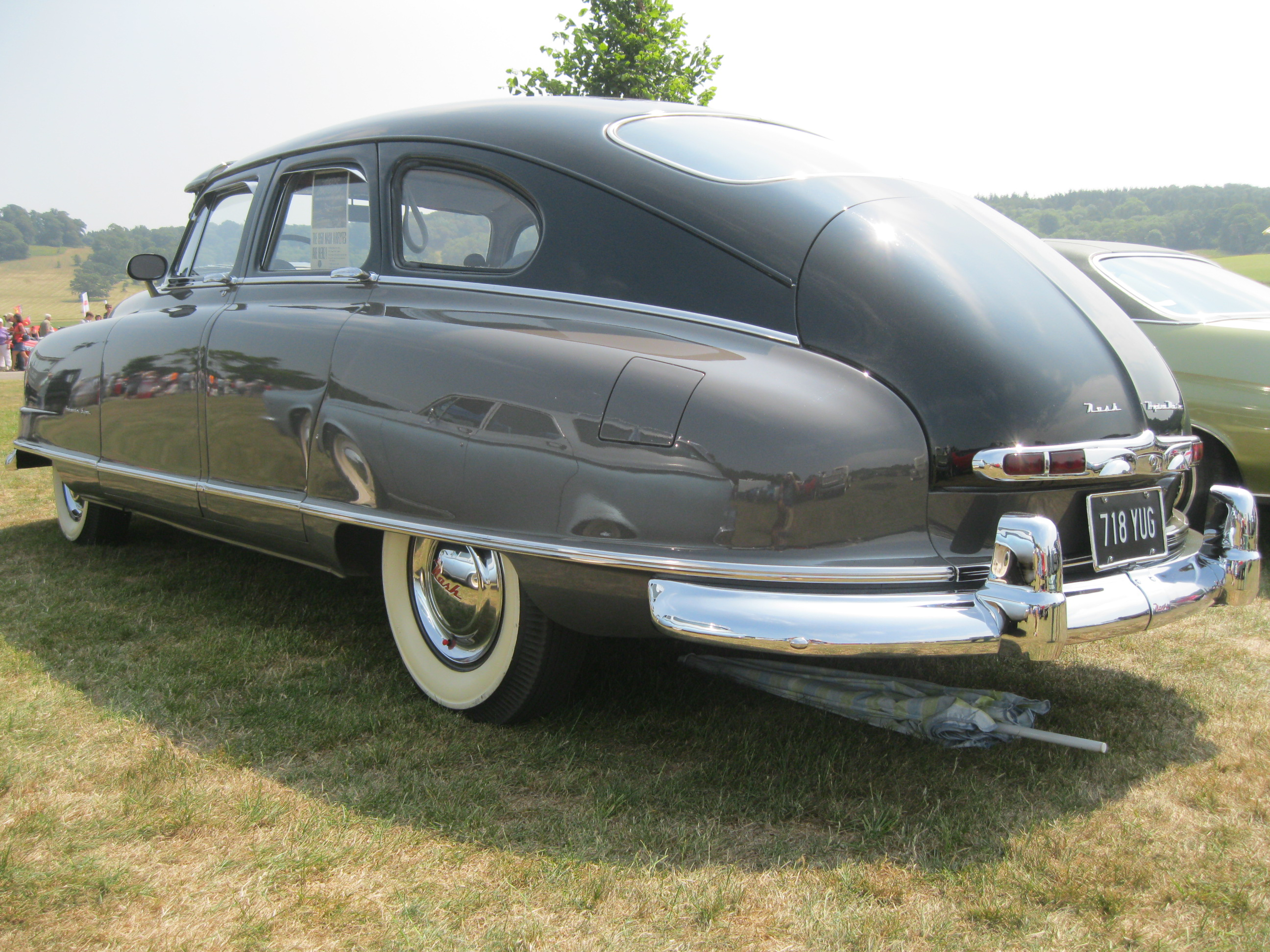
1950年式ナッシュ・エアフライト

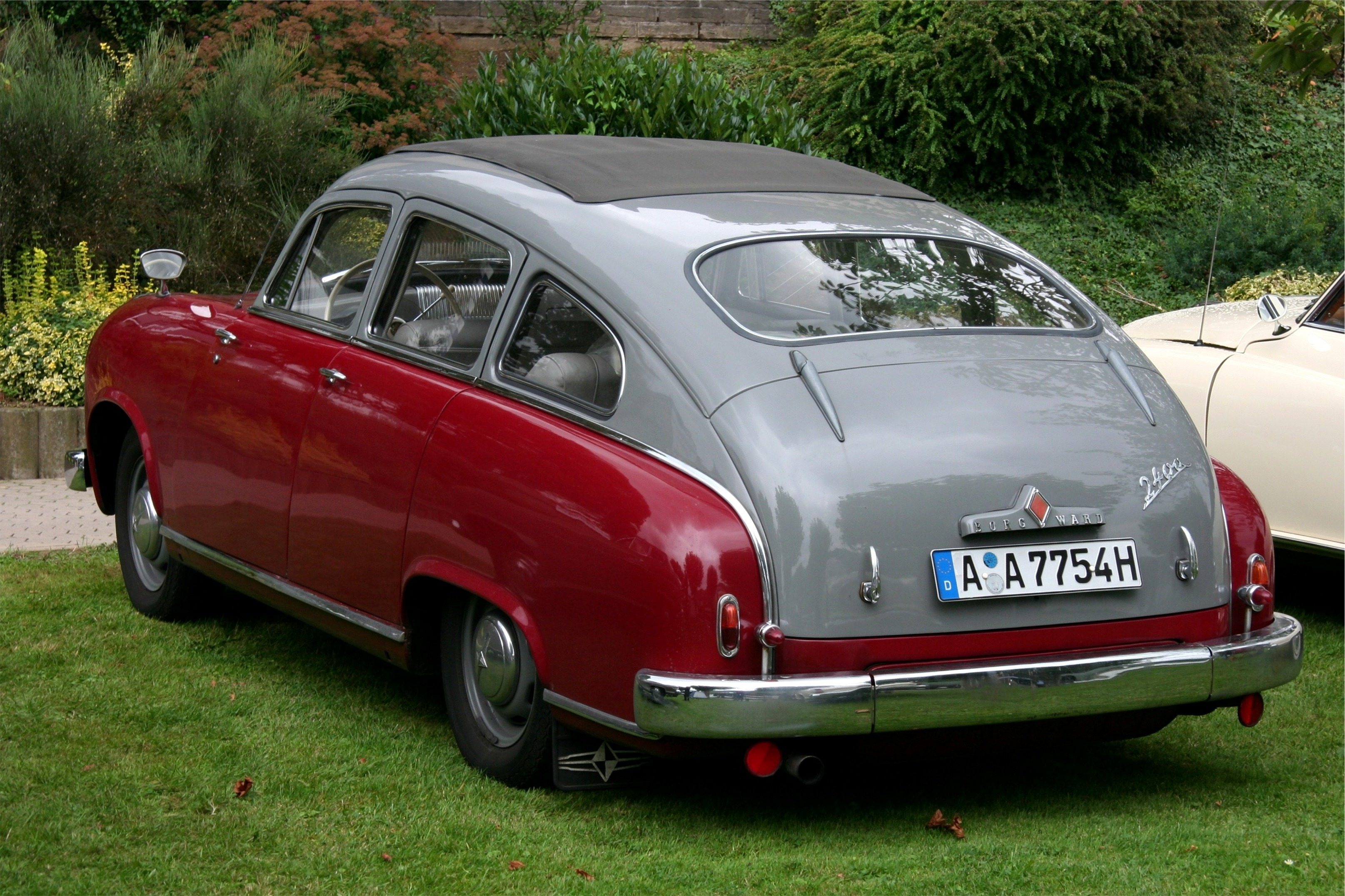
1952年式ボルグヴァルト・ハンザ2400

1920年代から1930年代にかけて自動車の実用速度域が上がり、空力的抗力（空気抵抗）の存在が無視できなくなってくると、技術者らは自動車の空気力学の原理を適用し始めた。空気抵抗が増大するにつれて、車両を前進させるためにより多くのエネルギー、つまり、より多くの燃料が必要となる。
1922年にパウル・ヤーライが、より高い速度で増大する空気抵抗を最小化するため、涙滴断面（丸みを帯びたノーズと、長く先細りのテール）に基づく車体形状に関する特許を取得した。1930年代中頃の流線形の自動車（タトラ・T77、クライスラー・エアフロウ、リンカーン・ゼファーなど）は、この原理に基づいて設計された。
しかし、長いテールは全長の増大を招き、自動車にとって実用的な形状ではなかったため、技術者らは別の解決策を模索した。1935年、ドイツ国の航空技術者ゲオルク・ハンス・マデルンクはロングテールなしに抗力を最小化する代替策を示した。ラインハルト・フォン・ケーニヒ＝ファハゼンフェルトは、滑らかなルーフライン（流線形のボディと同様に低い抗力が達成される）なら垂直に切り落とされる車体形状を開発し、1936年に同様の理論が実験車に適用された。ケーニヒ＝ファハゼンフェルトはバス車体での空力設計を研究し、特許を取得した。また、シュトゥットガルト大学のヴニバルト・カムと協力して、「日常的な実用性（例えば、全長や室内と荷室容積）と魅力的な抗力係数（CD値）との間のまずまずの妥協案を提供する」ための車両形状について調べた。空力的効率に加えて、カムは自身の設計における車両安定性を強調し、数学的、経験的に設計の有効性を証明した。
1938年、カムはBMW・328に基づいてカムテール形状を使ったプロトタイプを生産した。カムテールとその他の空力的修正によって、プロトタイプの空気抵抗係数（CD値）は0.25になった。
カムテール理論を取り入れた最初期の量産車には、米国の1949年 - 1951年式（モデルイヤー）ナッシュ・エアフライト、西ドイツの1952年 - 1955年式ボルグヴァルト・ハンザ2400（ドイツ語版/英語版）がある。

## 空気力学的理論
抗力を最小化するための理想的形状は「涙滴」（滑らかな翼型様形状）であるが、サイズの制約のため道路交通車両にとっては実用的ではない。しかしながら、カムを含む研究者らはテールを突然切り落とすことで抗力が最低限しか増大しないことを見出した。この理由は、乱れた曳き波領域が車体後方の垂直面の背後に形成されるためである。この曳き波領域が長く傾斜した尾部の効果（自由流がこの領域に入らず、境界層剥離が回避される）を模倣する。そのため、滑らかな空気の流れが維持され、抗力が最小化される。
カムの設計では断面積が車体の最大断面の50 %になる点でテールが途切れている。この点までに、平らな後部を持つ車両に典型的な乱流が典型的な速度においてほとんど取り除かれる。
カムテールは車体形状が引き起こす揚力問題（リフト）に対する部分的な解決策を提示した。リフトは1950年代にスポーツカーレースの速度が増大したため深刻になってきていた。抗力を低減するためにテールを傾斜させるという設計パラダイムはカニンガム・C-5Rといった車で極端に行われるようになり、結果として、速度が上がると翼型効果によって車体の後部からリフトが始まり、操縦安定性の喪失、あるいは制御を失う危険性が高まっていた。
カムテールは、テール直下に低圧領域を生成しながら、揚力を受ける表面積を減少させる。いくつかの研究では、カムテール設計へのリアスポイラーの追加は、全体の抗力を増大するため、有益ではないことが示されている。

## 使用
1959年、抗揚力方策としてフルボディレーシングカーでカムテールが使用されるようになり、数年内にはこういった車両の事実上全てで使われるようになった。カムテール設計は2000年代初頭に、ハイブリッドカーにおいて燃費を改善する方法として復活した。
いくつかの車種は、それらの形状が真のカムテールの空気力学的哲学を忠実に守っていないにもかかわらず、カムテール（カムバック）として売り込まれてきた。これらのモデルには、1971年-1977年式シボレー・ベガ・カムバックワゴン、1981年-1982年式AMC・イーグル・カムバック、AMC・AMX-GT、ポンティアック・ファイヤーバードを基にした「Type K」コンセプトカーがある。